# Rio Pastaza
O rio Pastaza é um rio do Equador e do Peru. É um dos afluentes do rio Maranhão, por sua vez afluente do rio Amazonas.